# Pont Malo-Kalinkine
Le pont Malo-Kalinkine (russe : Мало-Калинкин мост) est un pont situé à Saint-Pétersbourg qui relie l’île Kolomna à l’île Pokrovsky, en enjambant le canal Griboïedov. Il a été construit en 1783 par l'ingénieur I. Borissov, au moment de la construction des digues de granit du canal. 

## Histoire
Le nom du pont est celui du village de Kalinkina, situé à l'emplacement du pont au XVIIIe siècle. 
La conception du pont est similaire à celle du pont Pikalov et des autres ponts en aval du canal Griboïedov; étant un pont en bois à trois travées avec des piliers en granit, avec une travée centrale réglable. En 1808, le pont a été reconstruit et la largeur du pont a été augmentée de 10 mètres à 16 mètres, et des pieux supplémentaires ont été posés pour mieux soutenir le pont. 
Dans la seconde moitié du XIXe siècle, la travée centrale mobile du pont a été remplacée. En 1908, lors de la pose des voies du tramway, le pont fut élargi et des poutres de support en métal furent installées à la place des poutres en bois d'origine, mais l'aspect historique du pont fut préservé. En 1952 et 1970, les lanternes et les obélisques en granit ont été restaurés sur les piliers du pont. 
En 2007, l'ingénieur Viatcheslav Chliakhine a présenté les résultats d'une révision majeure du pont: 
- Les appareils d'éclairage avec des lampes et des obélisques sur les supports des canaux ont été restaurés comme des répliques de ceux du pont en 1808.
- La fondation du pont a été renforcée.
- La base des rails de tramway traversant le pont a été remplacée par une dalle en béton armé, accompagnée d'une restauration de la chaussée.

## Dans la littérature
Le pont est mentionné dans la nouvelle de Nikolai Gogol, Le Manteau. Selon les rumeurs, le personnage principal, Akaky Akakievitch - ou un certain employé - apparaîtrait comme un fantôme près du pont à la recherche de son manteau volé. 

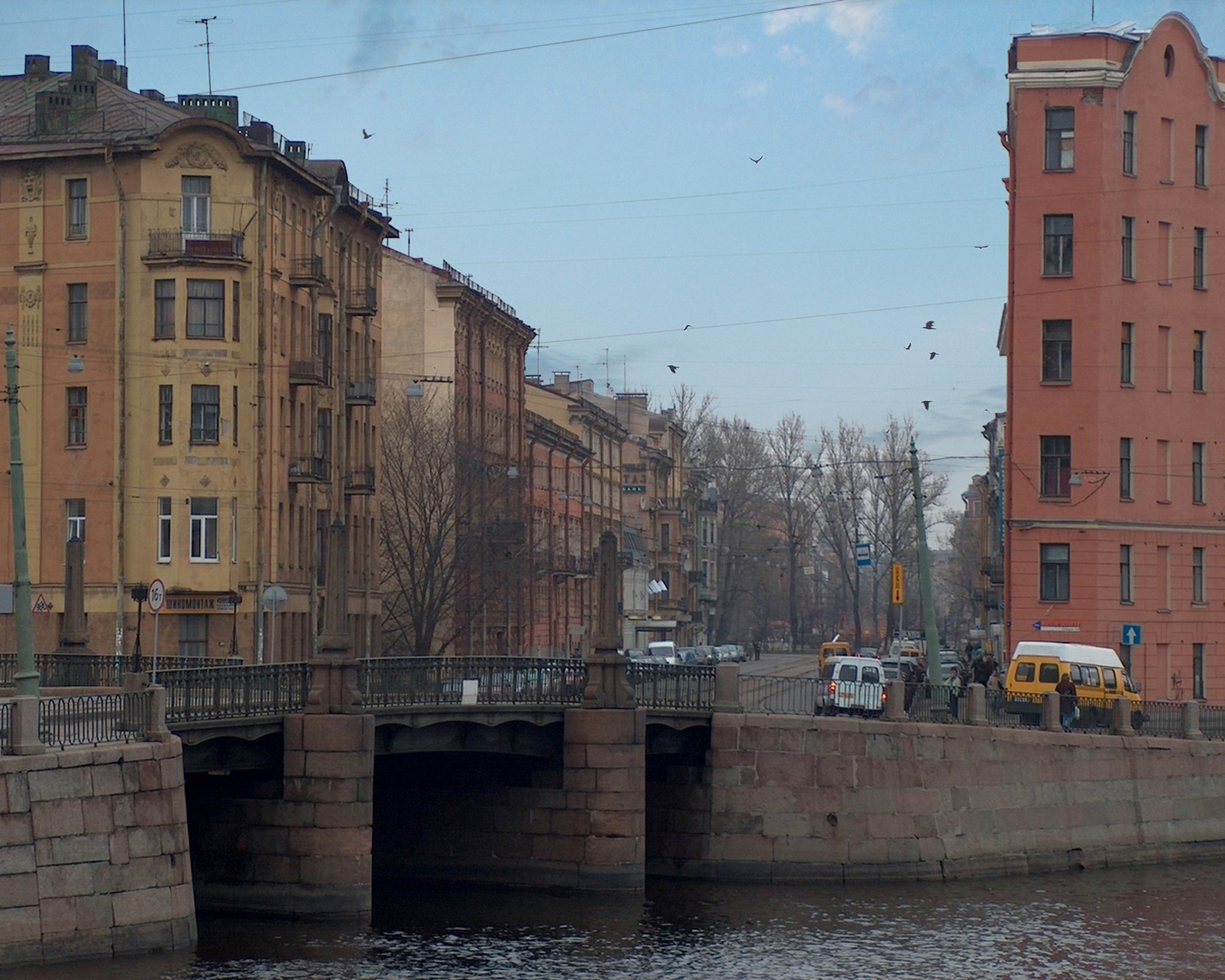
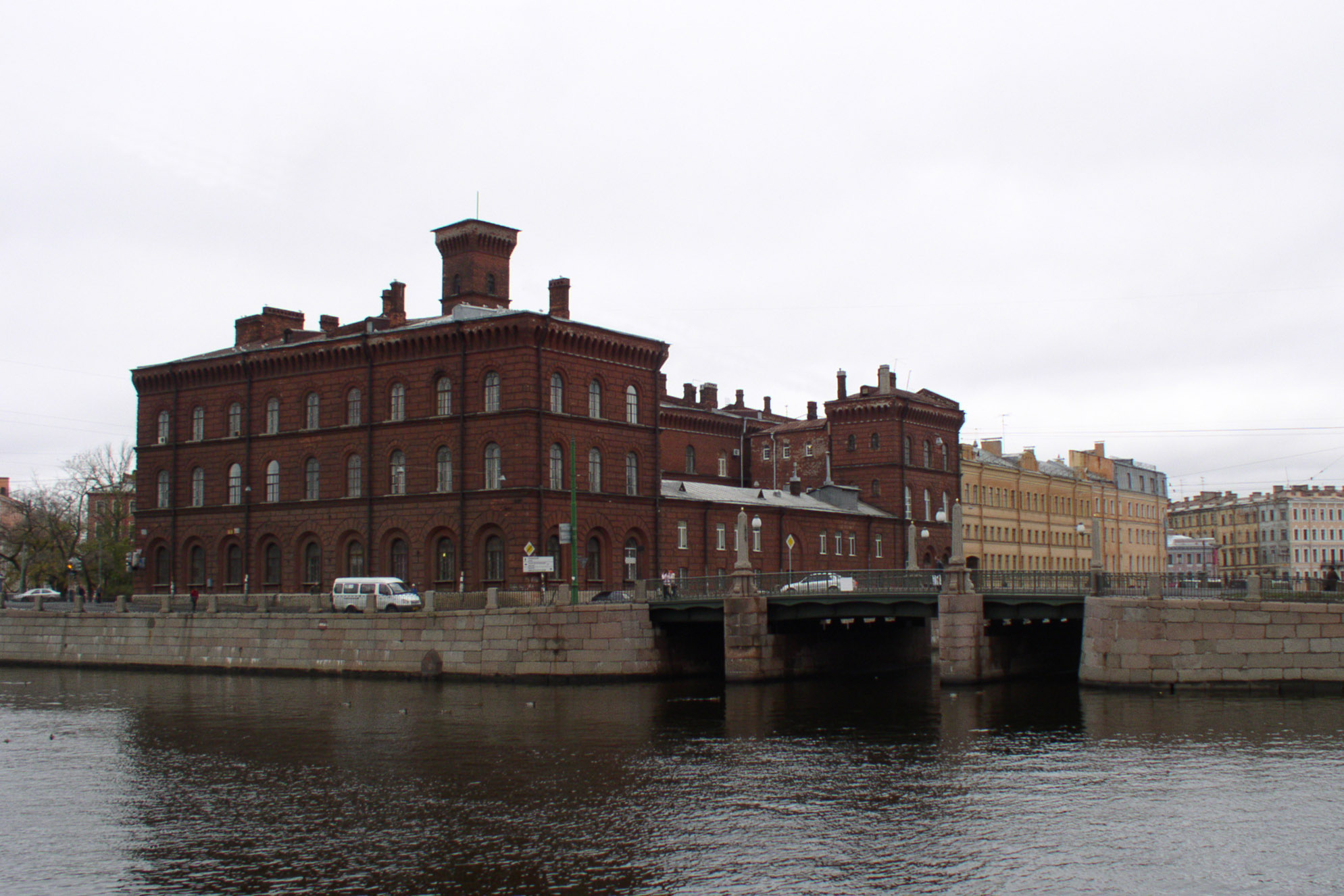
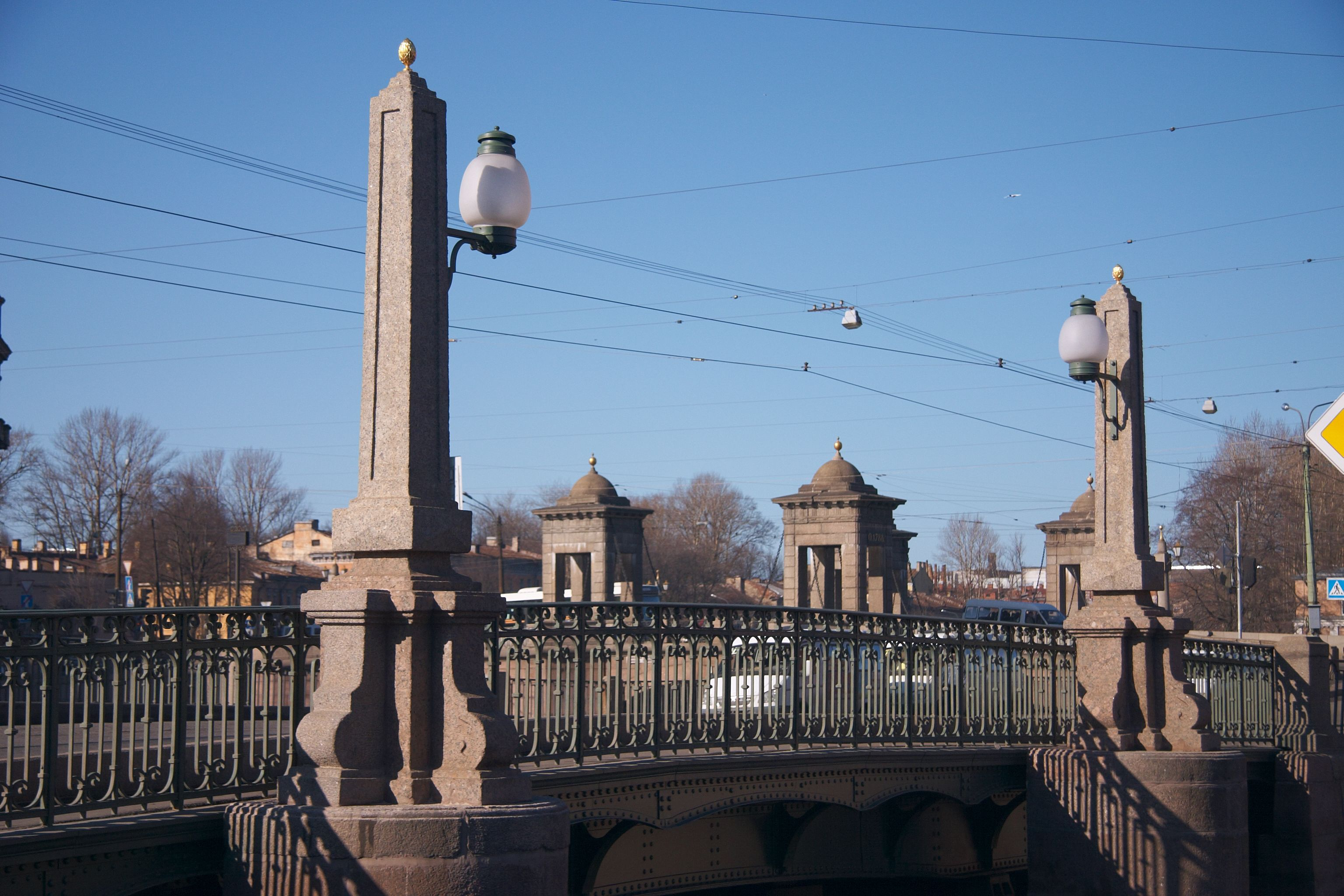
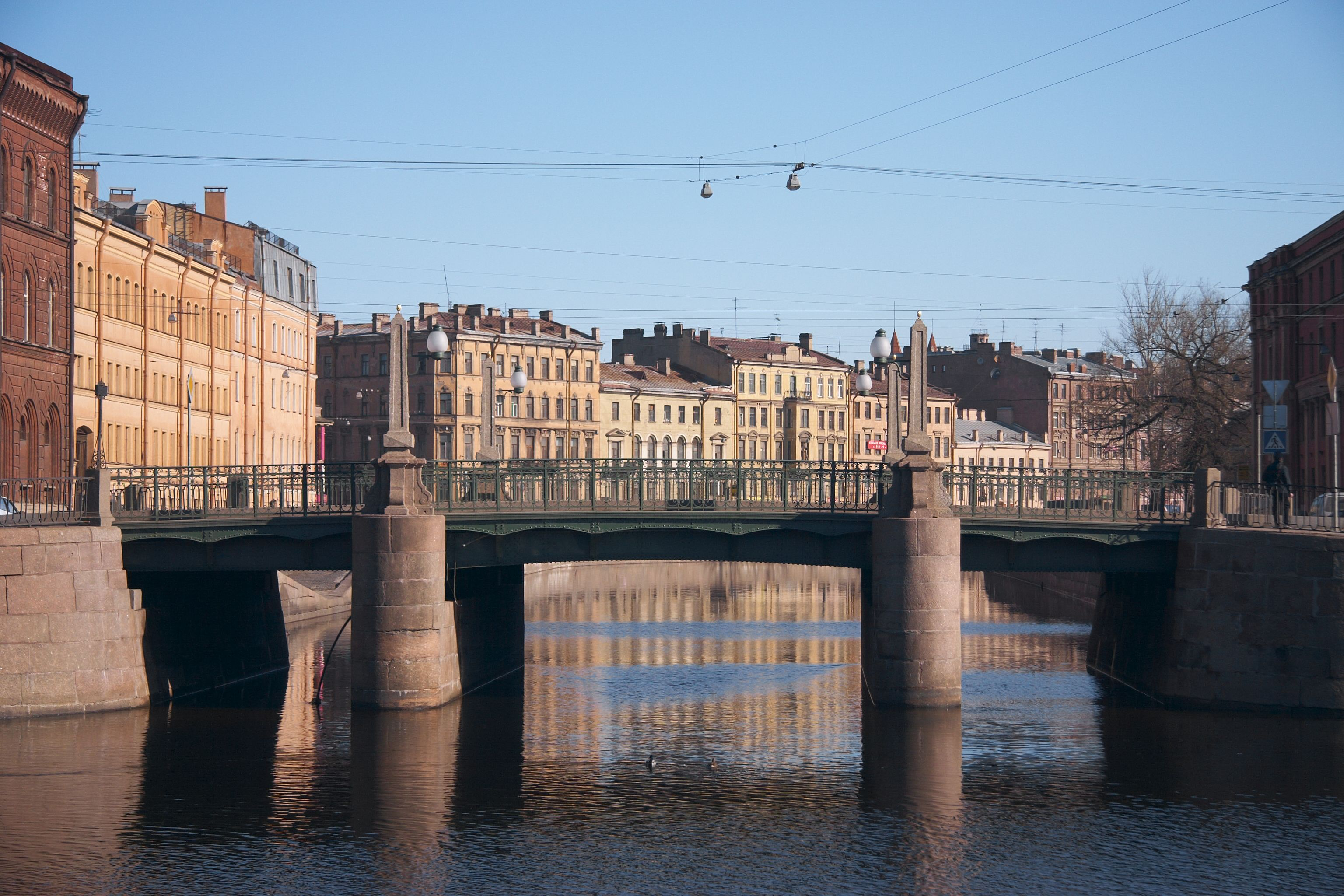
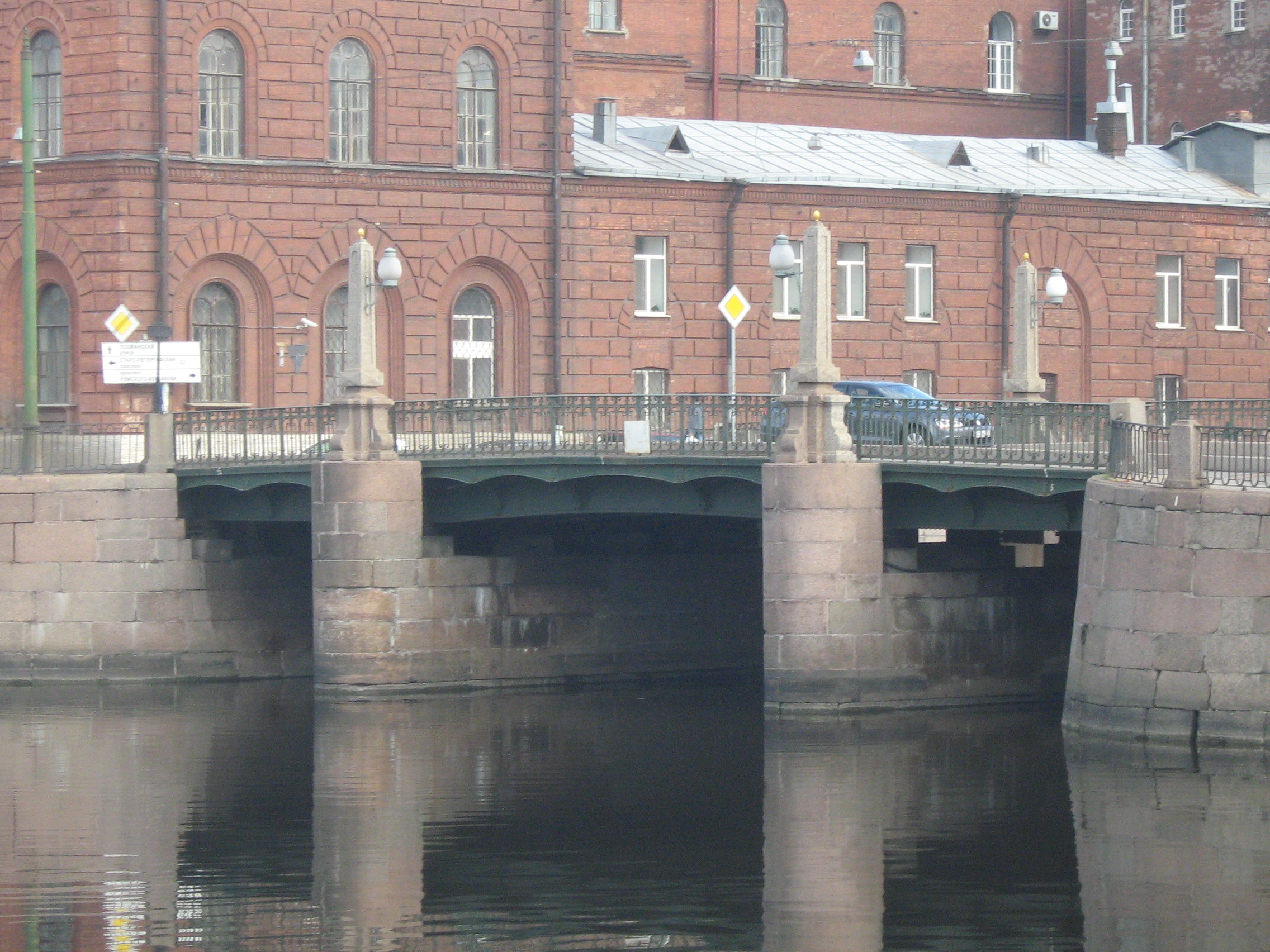